# Giovanni Oriente
Giovanni Orient (também Jean Orient; falecido em 1503) foi um prelado católico romano que serviu como bispo de Terralba (1484–1503).

## Biografia
Giovanni Orient foi ordenado sacerdote na Ordem dos Frades Menores. No dia 22 de setembro de 1484, foi nomeado pelo Papa Sisto IV Bispo de Terralba. No dia 16 de janeiro de 1485, foi consagrado por Pierre Fridaricus, bispo de Nisyros, na igreja de Santa Maria dell'Anima em Roma. Serviu como Bispo de Terralba até à sua morte em 1503.